# All-Ireland Senior Hurling Championship 1940
L'All-Ireland Senior Football Championship 1940 fu l'edizione numero 54 del principale torneo di hurling irlandese. Limerick batté in finale Kilkenny, ottenendo il sesto titolo della sua storia.

## Formato
Si tennero solo i campionati provinciali di Leinster e Munster, i cui vincitori avrebbero avuto accesso diretto all'All-Ireland, dove avrebbe avuto accesso anche Galway, ammessa di diritto.

## Torneo
Leinster Senior Hurling Championship
| Primo turno | Offaly | 3-4 – 4-8 | Laois |  |

| Quarto di finale | Westmeath | 2-5 – 2-4 | Offaly |  |

| Semifinale | Kilkenny | 3-16 – 1-5 | Westmeath |  |

| Finale | Kilkenny | 3-6 – 2-5 | Dublin |  |

Munster Senior Hurling Championship
| Quarto di finale | Cork | 6-3 – 2-6 | Tipperary |  |

| Quarto di finale | Limerick | 4-2 – 3-5 | Waterford |  |

| Quarto di finale replay | Limerick | 3-5 – 3-3 | Waterford |  |

| Semifinale | Cork | 7-6 – 3-5 | Clare |  |

| Finale | Limerick | 4-3 – 3-6 | Cork |  |

| Finale replay | Limerick | 3-3 – 2-4 | Cork |  |

All-Ireland Senior Hurling Championship
| Roscrea 6 agosto 1940 Semifinale | Kilkenny | 1-16 – 3-1 | Galway | St. Cronan's Park |

| Dublino 1º settembre 1940 Finale | Limerick                   | 3-7 – 1-7 | Kilkenny | Croke Park (49 260 spett.)\| Arbitro: \| J. J. Callinan (Tipperary) \| |
| Arbitro:                         | J. J. Callinan (Tipperary) |           |          |                                                                        |